# Lita de Ranitz

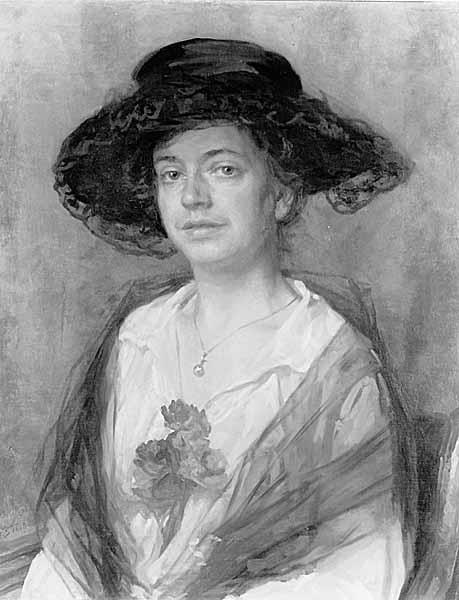
Lita de Ranitz

Willemine Elisabeth Edzardine Lita Tholen-de Ranitz (* 4. März 1876 in Den Haag; † 21. Juli 1960 in Amsterdam) war eine niederländische Schriftstellerin und Sammlerin von Puppenhäusern.

## Leben
Lita de Ranitz wurde am 4. März 1876 in Amsterdam als jüngste Tochter des Leutnants und Hofbeamten von König Willem III. Sebastiaan Mattheus Sigismund de Ranitz (1846–1916) und Hermanna Louisa Christina Thomassen à Thuessink van der Hoop (1846–1920) geboren. Ihre Mutter stammte aus einer angesehenen Anwaltsfamilie und war mit den Ranitzes verwandt. Zudem war sie tätig als Präsidentin des Haager Vereins zur Stärkung der Kinder des Städtischen Krankenhauses und des Kinderkrankenhauses. Lita de Ranitz hatte eine Schwester: Anna Margaretha Jacoba (1872–1958). Im Dezember 1888 wurde Litas Vater in den Adelsstand erhoben und wurde Gutsherr von König Wilhelm III., seine Töchter wurden „freule“.
Die Töchter des Hauses erhielten eine solide, altmodische Mädchenausbildung. Dazu gehörten Sprachen und Handarbeiten. Handarbeiten fertigte Lita de Ranitz auch später an, so dankte ihr Weihnachten 1917 in einem Brief der Schriftsteller Louis Couperus für ein Kunsthandwerk, welches sie ihm geschenkt hatte. Auch waren die Töchter sozial engagiert, sie engagierten sich im Tierschutz und ernährten sich vegetarisch. Bis zu ihrer späten Heirat arbeitete Lita auch im „Kleerenhuis“ des Haager Unterstützungskomitees. Als junge Erwachsene verbrachte Lita viel Zeit mit der elf Jahre älteren Marie Auguste van Hogendorp, ihrer Begleiterin und gleichzeitig besten Freundin.

### Puppenhaus

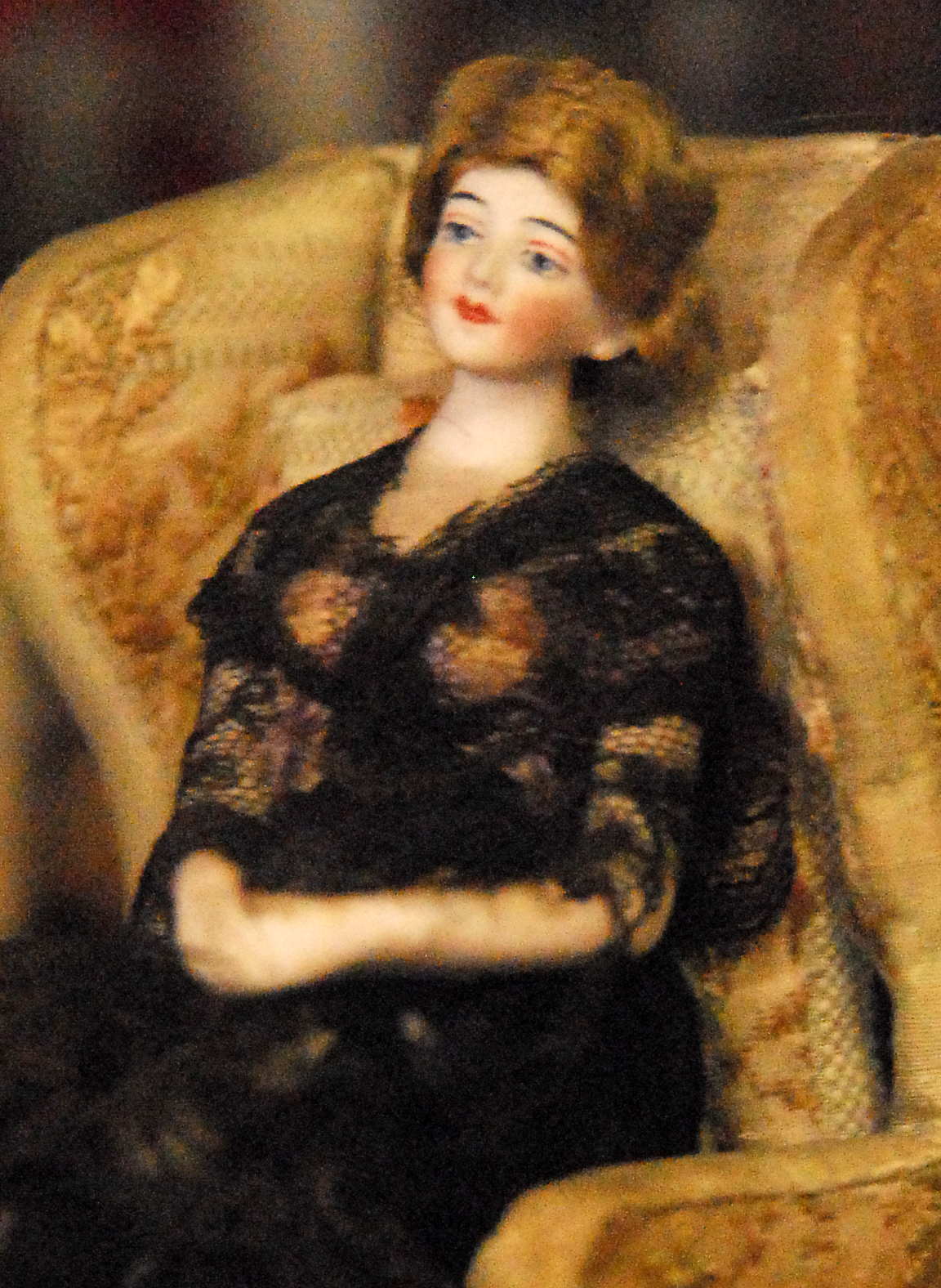
Puppe des Puppenhauses

In Amsterdam wurde 1908 vom ehemaligen Logement van Amsterdam die Ausstellung „Erziehung des Kindes“ organisiert. Dazu schickte Lita de Ranitz ihr altes Puppenhaus als Ausstellungsobjekt. Dies hatte sie von ihrem Vater bekommen, der es gebaut hatte. Nach der Ausstellung wurde das Puppenhaus zu ihrem Projekt. Sie sammelte Miniaturmöbel und andere Gegenstände. Schnell wurde das Puppenhaus zu klein und so erteilte sie im Sommer 1910 Herman J. Ros, einem Lehrer an der Berufsschule den Auftrag, das Puppenhaus zu vergrößern. Er schlug ihr jedoch den Bau eines neuen Hauses vor. Lita de Ranitz fungierte als „Auftraggeberin“, Architektin und Wohnungseinrichterin. Sie lieferte Entwurfsskizzen, aus denen Ros detaillierte Konstruktionszeichnungen anfertigte. Ihre Inspiration für das Puppenhaus holte sie sich aus Architektur- und Kunstzeitschriften wie „The Studio“. Eine illustrierte Zeitschrift für bildende und angewandte Kunst.

### Schriftstellerin
Auch als Schriftstellerin war Lita de Ranitz tätig. Inspiration fand sie auf ihren vielen Auslandsreisen, die sie mit ihrer Freundin van Hogendorp unternahm. Im Jahr 1908 veröffentlichte sie „Een viertal op den Montparnasse“, Pariser Skizzen und Eindrücke der Ausstellung des Goldenen Vlieses in Brügge. In der Zeitschrift Groot Nederland im Jahr 1913 den Artikel „Zwei Spaziergänge in Middelburg“. 1918 erschien ihr Roman „Wenn der Traum in einen Traum übergeht“ über Agnes Seghers aus Den Haag, die allein nach Italien reist, um eine Reise zu unternehmen, die sie einst mit ihrem verstorbenen Ehemann unternahm. Ranitz‘ Veröffentlichungen wurden positiv rezensiert.

### Hochzeit und Eheleben
Mit dem Maler Willem Bastiaan Tholen (1860–1931), der ein Bekannter ihres Vaters war, hatte sie ab 1912 korrespondiert. Er schrieb ihr winzige Notizen, fertigte 1916 ein Porträt ihres Vaters auf dem Sterbebett an und ein Jahr, nachdem Tholen Witwer geworden war, heirateten sie am 15. Mai 1919, ohne zuvor offiziell verlobt gewesen zu sein. Zuvor hatte Tholen ihr zwei Monate lang jeden Tag ein Foto eines seiner Gemälde geschickt, um sie mit seinem Werk vertraut zu machen. Nach der Hochzeit verließ Lita de Ranitz erstmalig ihr Elternhaus und zog mit ihrem 59-jährigen Mann in eine Kanalvilla in Den Haag. Ihre Puppenhäuser nahm sie mit. Sie nannte sich nun Frau Tholen-de Ranitz, hörte auf zu schreiben und widmete ihr Leben der Kunst ihres Mannes. Tholen starb am 5. Dezember 1931. Bis November 1942, als Lita Tholen-de Ranitz die Kanalvilla auf Befehl der Wehrmacht innerhalb einer Woche räumen musste, lebte sie weiterhin dort. Danach ließ sie das Puppenhaus und andere Gegenstände im Haager Stadtmuseum unterbringen und verfasste zu diesem Zweck eine kleine Anleitung zur Einrichtung des Puppenhauses. Es enthielt eine kurze Bestandsaufnahme und Beschreibung der Einrichtung. Nach der Beschlagnahme des Museums durch die Deutschen wurde die Sammlung in ein Lagerhaus untergebracht. Lita Tholen-de Ranitz zog zu ihrer unverheirateten Schwester Anna zurück in das Haus ihrer Kindheit und lebte bis zu ihrem Tod in einer Wohnung im Erdgeschoss. Nach dem Krieg wurde das Puppenhaus nach Amsterdam verlegt. Es wurde häufig ausgestellt. Beispielsweise in der Ausstellung „Kind und Spiel“ 1953 im Prinsenhof in Delft und 1957 in der Ausstellung „Puppentraum“ im Stedelijk Museum in Schiedam. 1953 lieferte sie Fotos ihrer Puppensammlung für den Eintrag „Spielzeug“ in der Winkler-Prins-Enzyklopädie.
Am 21. Juli 1960 starb Willemine Elisabeth Edzardine de Ranitz im Alter von 84 Jahren in Amsterdam. Sie wurde am 25. Juli im Westerveld in Velsen eingeäschert. Ihre Schwester Anna, mit der sie achtzehn Jahre lang das Haus in der Heinzestraat geteilt hatte, war zwei Jahre zuvor gestorben.

## Nachleben
Lita de Ranitz war eine etwas exzentrische Puppenliebhaberin. Sie wurde vom Journalist Bibeb in einem Interview wie folgt beschrieben: „Sie passt wie eine Puppe in ihr Puppenhaus, in ihr Zimmer.“ Und wie sie hat sie einen dekorativen Hintergrund. Weil sie geschickt darin ist, dies zu arrangieren. Lita de Ranitz bestätigte dieses Bild: „Ich bin keine alte Dame, ich kann nicht Bridge spielen und ich kann nicht stricken.“ Ich spiele lieber mit den Puppen.
Lita Tholen-de Ranitz überließ ihr großes Puppenhaus, die kleineren Puppenhäuser und die Puppen dem Niederländischen Kostümmuseum in Den Haag. Als es am 1. Januar 1984 seine Pforten schloss, wurde die Sammlung in den Schamhart-Flügel des Den Haager Stadtmuseums überführt. 1989 wurde dieser Flügel geschlossen und die Sammlung in den Keller des Museums verlegt. 1988 gelangte das große Puppenhaus in die ständige Sammlung des Haager Historischen Museums und seit 1996 sind neben dem großen Puppenhaus auch die kleineren Puppenhäuser auf dem Dachboden des Museums zu sehen.